# Robyn Knobel
Robyn Knobel (...) è un'ex tennista australiana.

## Carriera
Nei tornei del Grande Slam ha ottenuto il suo miglior risultato raggiungendo i quarti di finale di doppio agli Australian Open nel 1972, in coppia con la connazionale Marilyn Tesch.